# Rougham (Suffolk)
Pour les articles homonymes, voir Rougham.
Rougham est un village du Suffolk, en Angleterre. Il est situé dans l'ouest du comté, à 8 km au sud-est de la ville de Bury St Edmunds et à une trentaine de kilomètres au nord-ouest d'Ipswich, le chef-lieu du Suffolk. Administrativement, il est rattaché à la paroisse civile de Rushbrooke with Rougham, dans le district non métropolitain du West Suffolk.

## Toponymie
Le nom Rougham désigne probablement à l'origine une ferme ou un village (hām en vieil anglais) se trouvant sur un terrain accidenté (rūh, ancêtre de l'anglais moderne rough). Celui du Suffolk est attesté pour la première fois vers 950 sous la forme Rucham. Dans le Domesday Book, compilé en 1086, le nom est orthographié Ruhham.

## Histoire
Le Domesday Book indique que le domaine de Rougham est en 1086 la propriété de l'abbaye de Bury St Edmunds. Sa valeur annuelle est estimée à 16 livres et le village compte alors 127 foyers. Il appartient aux moines de Bury depuis qu'ils l'ont reçu en don du thegn Ulfcytel vers le début du XIe siècle.
Pendant la Seconde Guerre mondiale, la Royal Air Force exploite la base aérienne de RAF Bury St Edmunds (en), à quelques kilomètres au nord-ouest du village. Elle a depuis été convertie en zone industrielle.